# Temple Fang
Temple Fang is een Nederlands band uit Amsterdam, bestaande uit (bas)gitarist Dennis Duĳnhouwer, gitarist Jevin de Groot, gitarist Ivy van der Veer en drummer Daan Wopereis. De band werd gevormd in 2018 na het uiteenvallen van Death Alley en heeft sindsdien drie live-ep's en het album Fang Temple uitgebracht.

## Geschiedenis
In 2018 viel de band Death Alley uit elkaar, waarin Duijnhouwer en De Groot in speelden. Met Van der Veer en Jesper van den Broeke vonden ze vervolgens een tweede gitarist en drummer, en bij wijze van een experiment werd de band gevormd. Duijnhouwer werd namelijk kort nadat Death Alley was gestopt, gevraagd voor een optreden in Little Devil te Tilburg. Hij verzamelde de artiesten bij elkaar en na kort repeteren deden ze zonder naam een optreden. De psychedelische-/ spacerock viel goed in smaak bij het publiek en de band kreeg verschillende boekingen binnen. De Groot bedacht de bandnaam Temple Fang.
Temple Fang werd vervolgens gevraagd als voorprogramma van Coven en speelde hierna verschillende live-optredens. In 2019 stond de band op festivals als Roadburn Festival, Paaspop, Sonic Whip, Desertfest, het FortaRock Festival en Into the Void. In het najaar deden ze enkele optredens in Nederlandse poppodia in een dubbelconcert met Ecstatic Vision. Bij een van die optredens, in Merleyn, werd een liveopname gemaakt, die in 2020 werd gereleased als de ep Live at Merleyn. Deze ep bestond uit drie nummers die in totaal rond de veertig minuten duurden en werd uitgebracht onder eigen beheer op een vinylplaat met een oplage van 300 stuks.
In 2020 was de band geboekt voor Zwarte Cross en het Valkhof Festival, maar door de coronapandemie gingen deze optredens niet door. Wel deed de band mee aan de digitale editie van Noorderslag in 2021, waarbij ze door 3voor12 op de tweede plaats van beste acts van dat jaar werden gezet. Een jaar later stonden ze op Eurosonic en toen optreden in 2022 echt weer mogelijk was, werden verschillende festivals bezocht. Zo stonden ze op het Alterna Sounds Festival, Paaspop, Dauwpop, Strom im Berg, Freak Valley Festival, Zwarte Cross en meer. Ook deden ze een tour door Duitsland, België en Nederland en werd in de zomer van 2022 het album Fang Temple uitgebracht. Het is een dubbellp uitgebracht via Right on Mountain en Electric Spark en bestaat deels uit studio opnames, maar sommige delen zijn ook afkomstig uit liveoptredens. Het bestaat uit vier nummers die samen in 79 minuten duren. Later in 2022 werd ook nog de single Jerusalem/The Bridge uitgebracht. Ondertussen verliet drummer Van den Broeke de band, die werd vervangen door Egon Loosveldt, die op zijn beurt in 2023 werd vervangen door Daan Wopereis. In 2022 tekende de band ook een contract bij Stickman Records, waardoor het album Fang Temple in oktober 2022 een heruitgave kreeg. Hiermee werd een tour gedaan langs Nederlands podia.
Met de nieuwe drummers ging de band in 2023 verder met het doen van optredens, nu door heel Europa. Als voorprogramma van The Devil and the Almighty Blues speelden ze in Berlijn en met King Buffalo in Zweden en Noorwegen. Gespeelde festivals zijn Eurosonic, Stoned from the Underground, Haltpop, Rock im Wald, Sonic Blast en Krach am Bach. De live-ep Live at Freak Valley (van het optreden op het Freak Valley Festival in 2022), werd in april 2023 uitgebracht. Deze ep bestaat uit een veertig minuten duurdend lied; Grace. Van het optreden op Krach am Bach werd ook een opname gemaakt, uitgebracht in april 2024. In dat jaar werd er in verschillende plekken in Europa gespeeld en aan het eind van het jaar werd een tour voor het voorjaar van 2025 aangekondigd, waarbij ze gaan spelen in Duitsland, Nederland, Oostenrijk, Zwitserland, Frankrijk en Luxemburg.

## Discografie (albums en ep's)
- Live at Merleyn (live-ep, 2020)
- Fang Temple (studio-/livealbum, 2022)
- Live at Freak Valley (live-ep, 2023)
- Live at Krach am Bach (live-ep, 2024)